# Кох, Марта Болеславовна
Марта Болеславовна Кох (настоящая фамилия — Кухарж-Кох; 24 марта [6 апреля] 1912, Рига — 9 апреля 1996, Москва) — российская артистка цирка, акробатка, гимнастка, заслуженная артистка РСФСР (1939). Сестра Зои Болеславовны и Клары Болеславовны Кох; дочь Болеслава Юзефовича Кухаржа-Коха (1886—1967) — акробата, гимнаста, режиссёра, тренера, изобретателя оригинальной цирковой аппаратуры.

## Биография
Марта Болеславовна Кох родилась 24 марта (6 апреля) 1912 года в Риге.
С 1921 года Марта вместе с сестрой Зоей выступала с номером «Римские кольца», а с 1922 года — в воздушно-гимнастическом номере «Летающие амуры». В номере «Летающие амуры» девочки были одеты в костюмы амуров с крыльями на спине. Отец Болеслав Юзефович Кухарж-Кох был ведущим номер. Вися в рамке, он держал Марту и Зою в гимнастических положениях и при исполнении различных трюков. Девочки делали «силовые подъемы» на кольцах, демонстрировали «бланши», стояли на руках, исполняли «срывы» и «обрывы». В финале отец держал в зубах длинное коромысло, и на его концах повисали, держа их также в зубах, Марта и Зоя, и коромысло вращалось на шарикоподшипнике.
В 1926—1932 годах они работали в эквилибристическом жанре (на проволоке), а в 1932—1936 годах — втроём вместе с их матерью Татьяной Павловной Кох (1895—1985). Мировую известность получили номера «Эквилибр на двойной проволоке» (акробатические трюки на двух параллельных проволоках, которые были натянуты на расстоянии около 60-70 см, премьера состоялась в 1926 году), «Семафор-гигант» (велоаттракцион на вращающемся металлическом эллипсе, премьера — 1943 год), «Колесо на наклонном канате» (1945 год).
Марта Кох вышла замуж за Ивана Папазова, одного из  мастеров советского цирка. Гастролировала за рубежом.
Она выступала вплоть до 1963 года. Её дети и внуки также стали работать в цирке.
Марта Болеславовна умерла 9 апреля 1996 года в Москве.